# Cal Rosa
Cal Rosa és un conjunt de dos habitatges d'Alfés (Segrià) que forma part de l'Inventari del Patrimoni Arquitectònic de Catalunya.

## Descripció
Dos habitatges aïllats i aparellats que repeteixen la mateixa tipologia: planta baixa, primer pis i golfes. A la planta baixa s'obren dos portals; el de l'esquerra és allindat i el de la dreta és d'arc de mig punt. Al primer pis hi ha pues finestra amb llinda i brancals fets de carreus de pedra i ampit de pedra motllurada. Entre les dues finestres s'obren dos balcons, també amb carreus a les llindes i als brancals. A les golfes es veuen dues finestres quadrangulars, similars a les del primer pis, i al centre una galeria de quatre arcs de mig punt tots encegats. Tres motllures separen els diferents cossos horitzontalment, la del coronament de la façana és ornamentada a la part esquerra.
Els murs són fets de pedra picada i desbastada i arrebossat sobretot en l'habitatge de la dreta.